# این یک روز جدید است (ترانه)
«این یک روز جدید است» یک آهنگ است که به صورت تکی از هنرمند اهل ایالات متحده آمریکا ویل.آی.ام، که در سال ۲۰۰۸ میلادی منتشر شد.